# Oprøret i Ådalen
Oprøret i Ådalen (originaltitel: Ådalen 31) er en svensk film fra 1969 af Bo Widerberg.
Filmen omhandler oprøret i Ådalen i Sverige i 1931, hvor fem blev dræbt, da soldater åbnede ild mod en fagforeningsdemonstration.
Det der rent filmisk gør den speciel er at den for hovedparten er filmet i modlys. En svær med absolut spændende metode der giver helt specielle effekter og betoninger på billedsiden.
Filmen medtog en Bodilprisen for bedste europæiske film.

## Medvirkende (udvalg)
- Peter Schildt – Kjell Andersson
- Kerstin Tidelius – Karin, Kjells mor
- Roland Hedlund – Harald, Kjells far
- Martin Widerberg – Martin, Kjells bror
- Stefan Feierbach – Åke, Kjells bror
- Marie De Geer – Anna Björklund
- Anita Björk – Hedvig, Annas mor
- Olof Bergström – Olof, Annas far
- Jonas Bergström – Nisse
- Pierre Lindstedt
- Olle Björling – Strejkebryder
- Rolf Tourd – Sune Pålman